# وادي دغمة
وادي دغمة (بضم الدال وسكون الغين وفتح الميم) هو واد صغير في سراة بلاد بلقرن في محافظة بلقرن ومن روافد وادي تبالة الأولى، وبه مورد ماء لا ينضب طوال العام.